# 地震波
| 地震波 | 地震波     | 地震波 |
| ------ | ---------- | ------ |
| 実体波 | P波        |        |
| 実体波 | S波        |        |
| 表面波 | ラブ波     |        |
| 表面波 | レイリー波 |        |

地震波（じしんは、英: seismic wave、earthquake wave）は、地震により発生する波。

## 地震波の種類
地震波は、実体波と表面波に分類することができる。

### 実体波
「表面波」に対して、媒体内部で粗密やたわみなどの変位が伝播していくものを実体波（body wave）という。

#### P波（P-wave）
Primary wave（第1波）の略。進行方向に平行に振動する弾性波。固体・液体・気体を伝わる。速度は岩盤中で5 - 7キロメートル/秒、地震発生時最初に到達する地震波で、初期微動を起こす。海上の船舶においては、観測される海震はこれによる。
P波の速度{\displaystyle V_{p}}は、以下の式で表される（ただし{\displaystyle \lambda }、{\displaystyle \mu }は弾性体のラメ定数、{\displaystyle \rho }は密度）。
{\displaystyle V_{p}={\sqrt {\frac {(\lambda +2\mu )}{\rho }}}}

#### S波（S-wave）
Secondary wave（第2波）の略。進行方向と直角に振動する弾性波。ねじれ波 shear wave（たわみ波、剪断波）の一種。固体を伝わる。速度は岩盤中で3 - 4キロメートル/秒、P波に続いて到達し、主要動と呼ばれる大きな揺れを起こす。
S波の速度{\displaystyle V_{s}}は、以下の式で表される。
{\displaystyle V_{s}={\sqrt {\frac {\mu }{\rho }}}}
断層破壊ではS波の振幅が大きくなる傾向にあるが、地下核実験などによる等方爆発では理論上S波は発生しない。
なお、P波・S波をそれぞれ「縦波」「横波」と呼ぶことがあるが、あくまでも進行方向に対しての縦横であり、P波で家が上下に揺れる、あるいはS波で家が左右に揺れるとは限らない（この場合は「縦揺れ」「横揺れ」）。ただし地震計での記録などを見ると、震源が浅い地震における震央のごく近傍などを除き、屈折により波の進行方向が地表面に対し垂直になるため、P波は上下成分が、S波は水平成分が卓越する傾向にある。

#### T波（T-wave）
P波・S波に続く第3番目（Tertiary）の波という意味で名付けられた、海水中のSOFARチャネルと呼ばれる低速度層の中を伝わる為、海中地震計や海岸線に近い観測点で観測されることが多い。速度は、1.5キロメートル/秒、水中での音波の伝播速度と同等。比較的浅い海底付近の地震だけでなく深さ600 km程度の深発地震でも発生することがある。
観測例として、2008年7月24日に発生した岩手県沿岸北部の地震（M6.8）の約50分後、継続時間が長く特定の位相をもたない地震動が東北地方において広域的に観測されたが、この震動はT波が東に2000 - 2500 km離れた北太平洋の天皇海山群で反射したものであった。
また、2023年10月9日の鳥島近海の群発地震において震央付近を波源とするT波（水中音波）が少なくとも14回海底地震計によって観測され、宮崎県や鹿児島県の沿岸ではこのT波により震度1〜2の揺れを13回観測した。この際、海底水圧アレイ観測では、T波の波源に対応できる津波が1時間半に渡って10回以上発生。イベント後半ほど大きな津波を引き起こしたとみられる。
これらの事象は9日の群発地震とT波・津波の波源は同一の事象を起源としていることを示唆する。

#### 後続波

地球内部での反射屈折

P波およびS波は、地球内部の各不連続面や海底、地表で反射や屈折するものがある。これらは後続波と総称される。代表的な後続波としては以下のものが挙げられる。
- 上方へ伝播したP波が、1度地表で反射したpP波、2度地表で反射したpPP波
- 下方へ伝播したP波が、1度地表で反射したPP波、2度地表で反射したPPP波
- P波が外核内を伝播したPKP波、これが内核まで伝播したときのPKIKP波
- P波が外核内を伝播し、1度外核-マントル境界で反射したPKKP波
- 下方へ伝播したS波が、1度地表で反射したSS波

命名には以下の規則がある。
- p, s：震源から上方へ伝播するP波およびS波（ただし地表で反射した場合のみ。直達波はPおよびSとする）
- P, S：同下方へ伝播するP波およびS波
- K：外核内を伝播するP波
- I：内核内を伝播するP波
- J：内核内を伝播するS波
- c：マントル-外核境界での反射（外核を伝播しない場合）
- i：外核-内核境界での反射（内核を伝播しない場合）
- P'P', S'S'：震源から遠い位置（角距離120度以上）の地表で反射して、より震源に近い位置に戻ってくるP波およびS波

より局地的には、地殻内の構造による反射波・屈折波が観測される。また、地殻内での不均質性に起因する散乱波はコーダ波と呼ばれる。またマントル内の不連続面における反射波が観測されることがあり、不連続面の深度（d）を用いて、P'dP'やPdPのように表記する。深度660キロメートルの不連続面からの反射波 P'660P'はかなり明瞭に認められ、P'410P'やP'520P'が観測されることもある。

### 表面波
地球の表面を伝わる表面波。P波・S波が、岩盤中を伝わるため実体波と呼ばれるのに対して、固体と気体（または液体）の境界のみを伝わるため、境界波とも呼ばれる。周期が長く、振動幅も大きい。また、P波・S波と比べて減衰しにくい。伝播機構により、レイリー波・ラブ波の区別がある。伝わる速度は、S波と同程度かやや遅い。

#### ラブ波（L-wave）
ラブ波（Love wave）は、水平の剪断力を地面に与える表面波である。1911年にイギリスの数学者・物理学者オーガストゥス・ラブによって理論的に証明された。地表に対して平行に、進行方向に対して垂直に振動する。一般に、レイリー波に比してやや早く進む。

#### レイリー波（R-wave）
レイリー波（Rayleigh wave）は、水面に立つさざ波に似た動きをする表面波で体積変化を伴う波である。1885年に第3代レイリー男爵ジョン・ウィリアム・ストラット（John William Strutt, 3rd Baron Rayleigh）によって存在が理論的に証明された。
上下動と水平動からなり、地表が上下方向に楕円を描くように振動する。実体波に比して進みが遅く、例えば駐車場では車両が上下に震動することから、観測は容易である。

### 自由振動
M8を超えるような巨大地震では、地球全体の振動が観測される。これらは地球自由振動と呼ばれる。膨張・収縮を繰り返すものと、ねじれ振動を行うものに大別され、それぞれ空間的な周期によって各モードに細分される。最も顕著なモードは地球全体が膨張と伸縮を繰り返すもの（0S0）で、周期は1000秒を超える。長らく理論のみで実観測例がなかったが、チリ地震で観測に成功した。近年ではM<7の地震でも観測されることがある。
- S：膨張と収縮を繰り返す。0S0は地球全体が伸縮する。0S2は両極で同じ伸縮、赤道でそれとは逆の伸縮を繰り返す。0S4は両極と赤道で同じ伸縮、中緯度で逆の伸縮を繰り返す。1S0は地表全体が伸縮するが、地球内部でまた別の伸縮をする。など（ここでは解説のために極、赤道などと述べたが、実際は緯度に規定されるわけではない。地球上での位置関係に注目されたい。Tの解説でも同じ）。
- T：ねじれの振動を繰り返す。0T2は北半球と南半球で逆方向に回転する。0T3は南北の中高緯度帯で同じ向き、低緯度帯で逆向きに回転する。1T2は地表では北と南で逆方向に回転するが、地球内部では地表とは逆の回転をする。など。

### 空気振動
「気圧波」（Infrasound）、「地震音波」などと呼ばれる現象で、地震動による津波や大地の震動によって地球大気が長周期で振動し音波として伝播する波で、地震の際はレイリー波（Rayleigh wave）や地面がスピーカーになる事によって励起される。この現象は、「地震」だけでなく「火山の爆発的噴火」、「核爆発」、「巨大隕石の爆発」によっても引き起こされ、1883年のクラカタウの噴火によるものが最初の観測例とされている。地震音波が上空の大気および電離層も揺り動かすことに着目し、津波早期警戒システムへの応用が可能であるとしている研究者もいる。

## 低気圧による発生
P波とS波は地震だけでなく非常に発達した低気圧（爆弾低気圧）によっても発生する。